# Lopér
Lopér (szlovákul: Lopej) Zólyombrézó településrésze, egykor önálló község Szlovákiában, a Besztercebányai kerületben, a Breznóbányai járásban.

## Fekvése
Breznóbányától 12 km-re nyugatra, a Garam partján fekszik. Zólyombrézó nyugati részét alkotja.

## Története
Lopér ma Zólyombrézó legősibb településrésze. Alapítója az a garampéteri Petrik, aki még 1358-ban I. Lajos királytól kapta a birtokot. Az itt élők kezdetben Garamszentmiklósra, majd Garampéteribe jártak istentiszteletre. Plébániáját 1406-ban alapították. A település első írásos említése 1424-ben történt „Lopea” alakban. 1455-ben „Lopye”, 1470-ben „Lopeya”, 1522-ben „Lopey” néven szerepel a korabeli forrásokban. Lakói a 16. századig a korponai jog alapján szabadon választhattak bírót, ügyeikben esküdtbíróság ítélkezett és a vármegye területén vámmentességet is élveztek. 1533 és 1563 között vasércbánya működött itt. 1535-ben 5 jobbágytelke volt, melyek a zólyomlipcsei váruradalomhoz tartoztak. 1601-ben Lopéron 15 ház állt. 1638-ban a vidéken rajtaütő török felégette és sok lakost hurcolt fogságba. 1663-ban, 1675-ben és 1678-ban újabb török támadások következtek újabb lakosok elhurcolásával. A falu a török kiűzése és a kuruc háborúk után indult fejlődésnek. 1787-ben 53 házában már 388 lakos élt és az egyház tulajdonában álló malom is működött itt.
A 18. század végén Vályi András így ír róla: „LOPEZ. Tót falu Zólyom Várm. földes Ura a’ Liptsei Bányászi Kamara, lakosai katolikusok, fekszik Breznyó Bányához másfél mértföldnyire, határja meg lehetős termésű.”
1828-ban 70 háza és 531 lakosa volt, akik mezőgazdasággal, állattartással, fuvarozással foglalkoztak.
Fényes Elek 1851-ben kiadott geográfiai szótárában így ír a faluról: „Lopej, tót falu, Zólyom vmegyében, a Garan mellett, ut. posta Beszterczebánya. Egész urbéri telek 8 6/8 allodialis föld nincsen. Földje jó mivelés mellett még a buzát is megtermi. A juhtenyésztés nagyban üzetik. Lakja 520 r. kath., kik házaló kereskedők és fuvarosok. Garan folyón kivül van Veiszkova vagy Lopona nevü vize, melly e határban két olvasztó és nyujtó hámort, és Királykút patakja, melly egymalmot hajt, s mind a kettő a falut keresztül futja. Ez utóbbi a helységtől másfélszáz ölnyire olly erősen buzog ki, hogy minden öregbedés nélkül két malom-kereket hajtani képes, ezenkivül fagy-dagály és zavarosság mentes. Paroch. temploma régi, s góth. izlésre épült. Birja a kamara.”
A trianoni diktátumig Zólyom vármegye Breznóbányai járásához tartozott.
1952-óta Zólyombrézó településrésze.

## Nevezetességei
- Római katolikus temploma gótikus eredetű, 17. századi védőfal övezi, 1752-ben átépítették.

## Külső hivatkozások
- Lopér Szlovákia térképén

## Lásd még
- Zólyombrézó